# براد اون افون
براد اون افون (بالإنجليزية: Bradford on Avon)‏ هي بلدة في ويلتشير غرب إنجلترا، يقع جزء من البلدة على وادي بيوسي والجزء الآخر على التلال الوادي الغربية، تبعد حوالي ثمانية كيلومترات إلى الجنوب الشرقي من مدينة باث، يقع في المدينة القناة التاريخية (قناة براد اون افون) وهناك المباني والمتاجر والحانات والمطاعم التي لها طابع تاريخي مما جعلها مع موقعها الريفي الجميل مقصد سياحي مفضل. ويوجد فيها محطة للسكك الحديدية تصل بين لندن ومدينة باث.

## التاريخ
يرجع تاريخ المدينة إلى أصول رومانية. وهذا ما توضحه مبانيها القديمة التي تعود تاريخها إلى القرن السابع عشر، نمت البلدة بسبب ازدهار صناعة المنسوجات الصوفية الإنجليزية، وفيها قلعة كاري التاريخية.

## السكان
يصل عدد سكانها إلى نحو 9.402 (تعداد 2011). وتعتبر مدينة ولكنها من أصغر خمس مدن في غرب ويلتشير.

## أعلام
- هنري شرابنل
- ستيفن بيرين
- باول مارش
- فيتزروي سيمبسون
- أندي بيرس

## وصلات خارجية
- Community Website
- Bradford on Avon Tourism Association
- Bradford on Avon Town Council
- Bradford on Avon news from the Wiltshire Times.
- Historic Bradford-on-Avon photos at BBC Wiltshire
- Day Out: Bradford-